# Surasundari

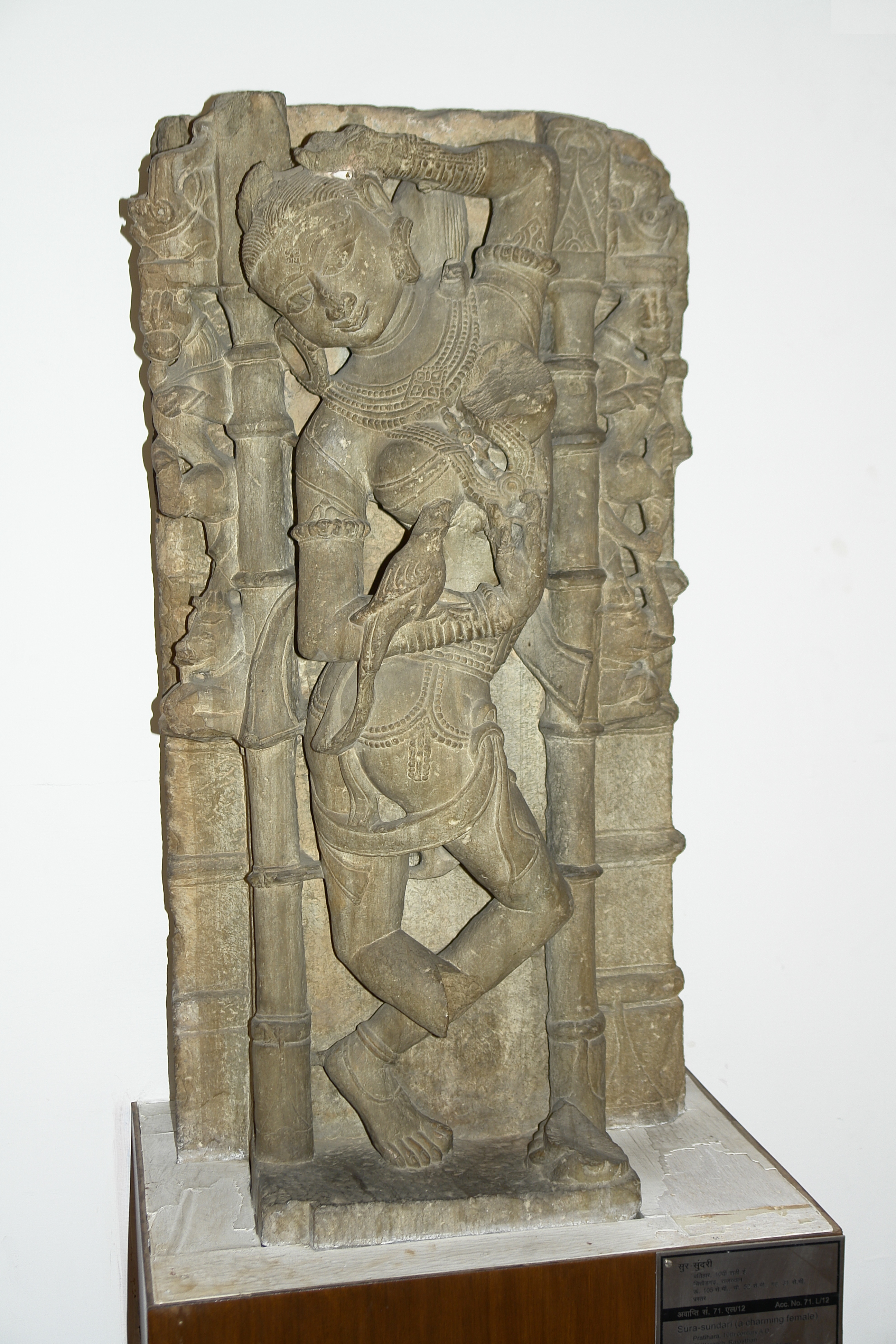
Surasundari mit Vogel auf dem Arm, Chittorgarh 10. Jh. (jetzt Nationalmuseum Neu-Delhi)

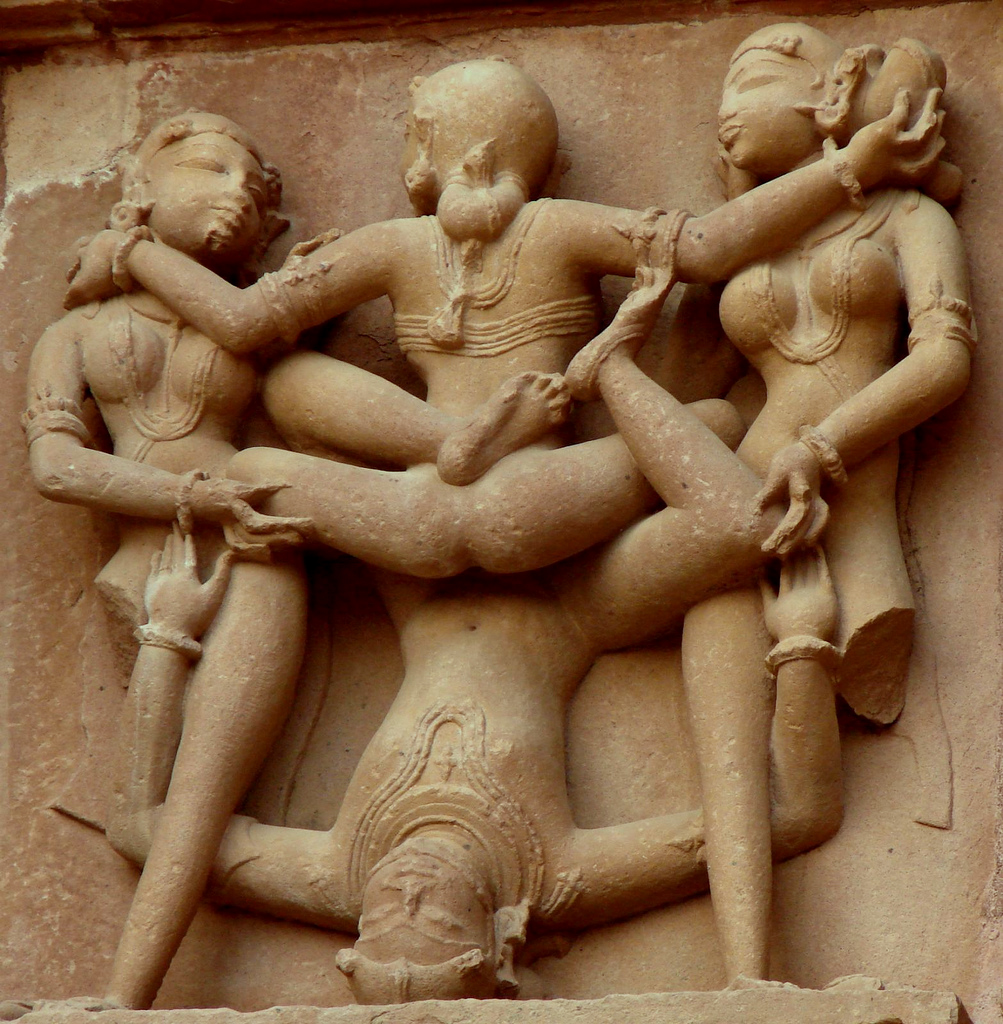
Erotische Szene mit Surasundaris als Assistentinnen, Kandariya-Mahadeva-Tempel, Khajuraho 11. Jh.

Als Surasundaris oder Sura Sundaris (Sanskrit: सूरासुंदरी = „Himmlische Schönheit“) werden in der indischen Kunst gemalte oder skulpturale Darstellungen von sogenannten „Schönen Mädchen“ bezeichnet, die in verschiedenen Posen ihre körperlichen Reize zur Schau stellen.

## Ursprung
Frauengestalten – ausgenommen Göttinnen oder Waldnymphen (yakshis oder salabhanjikas) – wurden in der frühen buddhistischen Malerei und Skulptur so gut wie nie einzeln abgebildet, sondern nur in Begleitung von Männern (mithunas). Erst allmählich emanzipierten sie sich ansatzweise aus ihrer Begleiterrolle, doch suchen sie nie den Blickkontakt mit dem Betrachter. Ihren unbestrittenen Höhepunkt erlebte diese Form der Darstellung in den Tempeln von Khajuraho; hier sind sie sowohl an den Außenwänden wie auch im Innern der Tempel zu finden.

## Darstellung
Anders als die salabhanjikas, die als Nischen- oder Konsolfiguren (bracket figures) meist allein stehen, befinden sich die surasundaris stets in Gesellschaft (Männer, Vögel, Tiere etc.), jedoch ohne diesen 'Dingen' ein höheres Maß an Beachtung zu schenken. Manchmal tanzen sie allein, doch zumeist schminken sie sich oder betrachten sich – scheinbar – weltvergessen im Spiegel. Manchmal assistieren sie auch bei erotischen Szenen, doch in den meisten Fällen stehen sie wie unbeteiligt daneben. Ihre Kleidung ist oft beinahe durchsichtig und wird durchaus lasziv gehandhabt; weibliche Reize (Brüste, Hüften) werden betont.

## Bedeutung
Abgesehen von der Tatsache, dass weibliche Schönheit und Erotik in vielen Kulturen besungen und dargestellt wurde, scheint ihr in der indischen Kunst auch eine unheilabwehrende (apotropäische) Bedeutung zuzukommen – da wo sich Schönheit, Liebe und Erotik finden, bleibt kein Raum mehr für dämonische und zerstörerische Kräfte. (Ein ähnliches Ergebnis – allerdings ohne die erotische Sphäre – lässt sich auch in der Entwicklung der europäischen Kunst in der Übergangszeit von der Romanik hin zur Gotik beobachten.)

## Zitat
Wie ein Haus ohne Frau, wie Fröhlichkeit ohne Frauen, so ist ein Gebäude ohne Surasundari minderwertig und bleibt ohne Frucht. (Kunsttraktat Shilpa-Prakasha, 9. Jh.)